# Tatort: Blutschrift
Blutschrift ist ein Fernsehfilm aus der Kriminalreihe Tatort der ARD, des ORF und SRF. Der Film wurde vom MDR unter der Regie von Hajo Gies produziert und am 5. Juni 2006 erstmals ausgestrahlt. Es handelt sich um die Tatort-Folge 634. Für den Kriminalhauptkommissar Bruno Ehrlicher und seinen Kollegen Kain  ist es der zwanzigste Fall, in dem sie in Leipzig ermitteln.

## Handlung
Maximiliane Schlösser ist eine leidenschaftliche Sammlerin historischer und antiquarischer Gegenstände und Bücher. Eines Abends erhält sie von einem Unbekannten die Kopie der bisher verschollenen „Blutschrift“. Der Legende nach lastet ein Fluch auf dieser Schrift. Wer immer sie sich aneignet, dem bringt sie Tod und Verderben.
Am nächsten Morgen wird Maximiliane Schlösser tot aufgefunden. Ehrlicher und Kain ermitteln und ihnen fällt die Kopie der antiken Schrift auf. Offensichtlich hat das Opfer sie bis zuletzt in den Händen gehalten. Um mehr über das Schriftstück zu erfahren, begeben sich die Ermittler zu dem renommierten Antiquar Günter Weinrich. Dieser verweist Ehrlicher auf Professor Berg, den Chefbibliothekar der Deutschen Bücherei, der sich gut mit solchen okkulten Schriften auskennen würde. Als Berg die Kopie der Schrift sieht, ist er begeistert, dass die „Blutschrift“ nun tatsächlich wieder aufgetaucht sein soll.
Für Ehrlicher erschließt sich kein rechtes Motiv, da nichts in der Villa fehlt. So fällt ein Verdacht auf Dr. Ursula Hertel, die Cousine des Opfers, die offensichtlich sehr um die „Reinheit des Menschen und seine Seele“ besorgt ist und dem Okkultismus frönt. Allerdings hat sie für die Tatzeit ein Alibi.
Nach Analyse der letzten Telefonate führt eine Spur zu dem Buchrestaurator Jens Tegner, der möglicherweise in den Besitz des verloren geglaubten Buches gelangt war und dies der alten Dame verkaufen wollte. Bei einer Hausdurchsuchung werden weitere kopierte Seiten der „Blutschrift“ gefunden, er selber ist jedoch verschwunden. Da vor kurzem eine mumifizierte Leiche gefunden wurde, liegt die Vermutung nahe, dass es sich hierbei um den jungen Mann handelt. Dieser Verdacht bestätigt sich, nachdem die Ermittler zufällig erfahren, dass in der „Bücherklinik“, in der Tegner arbeitete, ein Vakuum-Gefriertrockner verwendet wird. Nur so konnte diese Mumifizierung in so kurzer Zeit entstehen. Die Rekonstruktion zur Todeszeit ergab nun, dass Maximiliane Schlösser nicht mit Tegner gesprochen haben konnte, da er zu diesem Zeitpunkt bereits tot war. Somit musste der Mörder selber am Telefon gewesen sein, als er die Leiche in den Gefriertrockner schob.
So wollen Ehrlicher und Kain Professor Berg befragen, da er nachweislich mit Tegner Streit hatte und auch in dessen Freundin verliebt ist. Als sie ihn aufsuchen, will er kurzerhand fliehen und in seinem Wagen findet sich die echte „Blutschrift“. Berg gibt an, dass ihm jemand dieses Buch zugeschickt hätte. Nachdem Kriminaltechniker Walter die Handschrift auf dem Umschlag, in welchem es verschickt wurde, untersucht, führt dies zu Silke Weinrich, Tegners Freundin. Sie wird festgenommen und verhört. Silke Weinrich erklärt, dass sie das Buch von Tegner hätte, der es zur Restaurierung erhalten hätte. Da dieses Buch aber nur Unglück bringt, wollte sie es wieder loswerden.
In der Zwischenzeit findet Kain über Günter Weinrich heraus, dass er früher im Staatsauftrag der DDR unter Mithilfe seiner damaligen Assistentin Dr. Hertel Bücher in den Westen verkaufte. Seine Geschäftspartnerin war damals Maximiliane Schlösser. Nachdem im Transporter der Weinrichs Spuren von mumifiziertem menschlichem Gewebe gefunden wird, suchen die Ermittler Silkes Vater auf. Dieser ist gerade dabei, einen Abschiedsbrief zu schreiben und sich zu erhängen. Als die Kommissare eintreffen, können sie sein Leben retten, und er gesteht ihnen den Mord an Tegner. Weinrich hatte die „Blutschrift“ seinerzeit zufällig entdeckt und nicht an Maximiliane Schlösser verkauft, sondern behalten. Er wollte sie später einmal veräußern und hatte sie Tegner zum Restaurieren anvertraut. Doch Tegner wollte das wertvolle Stück selber zu Geld machen und hatte es Maximiliane Schlösser angeboten, die er nun auch umbringen musste, damit sie ihn nicht verraten konnte.

## Rezeption

### Einschaltquoten
Bei seiner Erstausstrahlung am 5. Juni 2006 wurde die Folge Blutschrift in Deutschland von 7,73 Millionen Zuschauer gesehen, was einem Marktanteil von 23,6 Prozent entsprach. In der werberelevanten Zielgruppe verfolgten 2,6 Millionen bei 18,9 Prozent Marktanteil den Tatort.

### Kritik
Rainer Tittelbach von tittelbach.tv meinte, dieser Krimi ist ein: „Schräg okkulter Genre-Spaß mit skurrilen Charakteren.“ „Ehrlicher [zeigt sich] dieses Mal besonders auffallend auf trottelig. Es kommt hinzu, dass sich Peter Sodann physiognomisch zunehmend dem Aussehen von Stan Laurel annähert. […] Zur Ironie kommt in ‚Blutschrift‘ auch ein für Leipziger Verhältnisse höheres Tempo. Vor allem die Kommissare werden weniger statisch als gewohnt ins Bild gesetzt. Die Kamera sucht die Bewegung, die Szenen die Montage. So werden gleich zu Beginn drei parallel erzählte Handlungsstränge ins Bild gesetzt. Diese Dynamik im Detail hat der Film aber auch nötig, weil der Plot, eine klassische Wer-ist-der-Mörder-Story, sich von Szene zu Szene hangelt. Da kommt ein Verdächtiger nach dem anderen in das am Ende nicht mehr ganz so okkulte Spiel.“
Die Kritiker der Fernsehzeitschrift TV Spielfilm vergaben für diesen Tatort nur eine mittlere Wertung und schrieben: „Was hier zäh dahinfließt, ist sicher kein Herzblut.“ Sie resümerten „Kauziges Personal allein reicht nicht“.